# Solo (Boyd)
Solo ist der 20. James-Bond-Roman, der nicht von Ian Fleming geschrieben wurde. Nach Flemings Tod 1964 wurden andere Autoren von der Ian Fleming Publications Limited beauftragt, die James-Bond-Romanreihe fortzuführen. Der Roman wurde am 1. Oktober 2013 in deutscher Erstveröffentlichung vom Berlin Verlag publiziert.

## Inhalt
Nachdem Bond seinen 45. Geburtstag allein im Dorchester gefeiert hat, wird er nach Zanzarim geschickt, um den vorherrschenden Bürgerkrieg im Land zu beenden. Bevor 007 nach Afrika aufbricht, besucht er Gabriel Adeka, den Bruder des Rebellenführers, der die Organisation AfricaKIN leitet, eine in London ansässige Wohltätigkeitsorganisation, die Hilfe für Dahumni-Kinder schickt.
Bei seiner Ankunft in Zanzarim wird Bond von der Agentin Efua Blessing Ogilvy-Grant unterstützt. Die beiden reisen von der Hauptstadt in die Rebellenenklave. Doch bevor Bond und Ogilvy-Grant dort ankommen, werden sie von einem Rebellen gefangen genommen. Bond gelingt es zu fliehen und taucht als Journalist unter, wo er Solomon Adeka kennenlernt.
Seine Mission ist es, Adeka zu töten Währenddessen wird Bond von einem befreundeten Journalisten gerettet und kehrt nach Großbritannien zurück, wo er einige Zeit in einem Militärkrankenhaus verbringt. Nachdem Bond sich selbst entlassen hat, beschließt er, auf eine Rachemission gegen Breed und Ogilvy-Grant zu gehen. Als Bond entdeckt, dass AfricaKIN nach Washington DC umgezogen ist, reist er in die USA und spürt die beiden in den Büros von AfricaKIN auf. Während er die Firma überwacht, trifft Bond auf Brigham Leiter, einem Neffen von Felix.
Bond trifft auf Ogilvy-Grant, die ihm versichert, dass sie geschossen hat, um ihn zu verwunden, damit Breed sie nicht beide erschießt. Am nächsten Tag beobachtet Bond einen Gnadenflug, bei dem verstümmelte und verletzte Zanzarimi-Kinder eingeliefert werden.
Bond greift das Haus an, in dem Breed mit den Kindern wohnt, setzt den Söldner außer Gefecht. Er stellt fest, dass die Kinder als Drogenkuriere benutzt werden, um rohes Heroin ins Land zu schmuggeln, und macht Solomon Adeka ausfindig, der nicht in Afrika getötet wurde, sondern in einen Heroinsüchtigen verwandelt wurde, um ihn zu kontrollieren. Adekas älterer Bruder war in London ermordet worden, was dafür sorgte, dass Solomon Häuptling des Stammes wurde und  dessen Ländereien riesige Mengen an Öl enthielten.